# Lawrence Nuesslein
Lawrence Nuesslein, né le 16 mai 1895 à Ridgefield Park et mort le 10 mai 1971 à Allentown (Pennsylvanie), est un tireur sportif américain. Il a remporté cinq médailles olympiques.

## Palmarès
- Jeux olympiques de 1920 à Anvers (Belgique)[1]
  -  Médaille d'or en petite carabine individuelle.
  -  Médaille d'or en petite carabine par équipes.
  -  Médaille d'argent en carabine libre à 300 m debout par équipes.
  -  Médaille de bronze en carabine d'ordonnance debout à 300 m.
  -  Médaille de bronze au tir au cerf courant coup simple à 100 m par équipes.